# Palau na Letnich Igrzyskach Olimpijskich 2024
Palau na Letnich Igrzyskach Olimpijskich 2024 – występ kadry sportowców reprezentujących Palau na igrzyskach olimpijskich, które odbyły się w Paryżu we Francji, w dniach 26 lipca – 11 sierpnia 2024.
Reprezentacja Palau liczyła troje zawodników – dwie kobiety i mężczyznę, którzy wystąpili w 2 dyscyplinach.
Był to siódmy start Palau na letnich igrzyskach olimpijskich.

## Reprezentanci

### Lekkoatletyka
| Zawodnik         | Konkurencja       | Runda 1  | Runda 1 | Runda 2  | Runda 2 | Półfinał | Półfinał | Finał    | Finał   | Pozycja | Źródło |
| Zawodnik         | Konkurencja       | Rezultat | Pozycja | Rezultat | Pozycja | Rezultat | Pozycja  | Rezultat | Pozycja | Pozycja | Źródło |
| ---------------- | ----------------- | -------- | ------- | -------- | ------- | -------- | -------- | -------- | ------- | ------- | ------ |
| Sydney Francisco | bieg na 100 m (k) | 13.15    | 29.     | NQ       | NQ      | NQ       | NQ       | NQ       | NQ      | NQ      | [ 1 ]  |

### Pływanie
| Zawodnik   | Konkurencja           | Eliminacje | Eliminacje | Półfinał | Półfinał | Finał | Finał | Źródło |
| Zawodnik   | Konkurencja           | Czas       | Poz.       | Czas     | Poz.     | Czas  | Poz.  | Źródło |
| ---------- | --------------------- | ---------- | ---------- | -------- | -------- | ----- | ----- | ------ |
| Jion Hosei | 50 m st. dowolnym (m) | 25.67      | 53.        | NQ       | NQ       | NQ    | NQ    | [ 2 ]  |
| Yuri Hosei | 50 m st. dowolnym (k) | 30.52      | 64.        | NQ       | NQ       | NQ    | NQ    | [ 3 ]  |